# Lawrence Gilliard Jr
Lawrence Gilliard Jr   (Nova York, 22 de setembre de 1971) és un actor estatunidenc, ha aparegut en pel·lícules, sèries de televisió i teatre. Va interpretar a D'Angelo Barksdale a la sèrie dramàtica The Wire de la HBO, un paper que li va valer l'aclamació de la crítica. També és conegut pel seu paper de Bob Stookey en el drama de terror AMC The Walking Dead. Va formar part del repartiment de la sèrie de televisió HBO de David Simon, The Deuce, que es va estrenar el setembre del 2017 i va concloure l'octubre del 2019. Gilliard Jr. ha tingut papers en pel·lícules com Straight Out of Brooklyn (1991), Next Stop Wonderland (1998), i Gangs of New York (2002).

## Primera vida i educació
Gilliard va néixer a la ciutat de Nova York. Ell i la seva família es van traslladar a Baltimore, Maryland, quan tenia set anys.
Gilliard va tocar clarinet i va estudiar música clàssica a la Baltimore School for the Arts. Jada Pinkett Smith i Tupac Shakur eren companys de classe de Gilliard's a la Baltimore School of the Arts.
Després d’assistir a la Juilliard School durant tres anys com a estudiant d’interpretació de clarinet, Gilliard va decidir continuar interpretant en lloc de fer música. També va estudiar interpretació a l'Acadèmia Americana d'Arts Dramàtiques, a l'Acting Studio - Nova York, i al Conservatori Stella Adler.

## Carrera
Gilliard va debutar al cinema interpretant el paper principal, Dennis Brown, a la pel·lícula independent de 1991 Straight Out of Brooklyn.
Gilliard ha aparegut en nombrosos drames policíacs televisius com Law & Order, Homicide: Life on the Street, The Wire, New York Undercover i CSI: NY. Entre els papers de la pel·lícula s'inclouen un adolescent gueto de LottoLand (1995), un seriós jugador de futbol universitari a The Waterboy (1998) i un membre de The Dead Rabbits in Gangs of New York (2002).
Gilliard també és actor d’escena. Va rebre crítiques positives pel seu paper de Booth en una producció de l'obra guanyadora del Premi Pulitzer, Topdog / Underdog. Es va unir al repartiment de The Walking Dead com a habitual, interpretant a Bob Stookey.

## Vida personal
Gilliard està casat amb Michelle Paress, que es va unir al repartiment de The Wire en la seva cinquena temporada.

## Filmografia

### Cinema
| Any  | Títol                          | Paper                    | Notes |
| ---- | ------------------------------ | ------------------------ | ----- |
| 1991 | Straight Out of Brooklyn       | Dennis Brown             |       |
| 1993 | Fly By Night                   | Jed Lyte                 |       |
| 1993 | El cogombre                    | Boy Who Stopped          |       |
| 1995 | Lotto Land                     | Hank                     |       |
| 1995 | Assalt al tren dels diners     | Hood #3/Hood #1          |       |
| 1996 | Una última copa                | James                    |       |
| 1996 | Com triomfar a Wall Street     | Thomas, Plaza Bellhop    |       |
| 1997 | White Lies                     | Leon Turner / Leon Chame |       |
| 1998 | A Soldier's Sweetheart         | Shoeshine                |       |
| 1998 | Next Stop Wonderland           | Brett                    |       |
| 1998 | One Tough Cop                  | Curtis Wilkins           |       |
| 1998 | Waterboy                       | Derek Wallace            |       |
| 1999 | Simply Irresistible            | Nolan Traynor            |       |
| 1999 | Loving Jezebel                 | Walter                   |       |
| 2000 | Cecil B. DeMented              | Lewis                    |       |
| 2001 | Home Invaders                  |                          |       |
| 2001 | Trigger Happy                  | Ray                      |       |
| 2002 | Gangs of New York              | Jimmy Spoils             |       |
| 2003 | Kill the Poor                  | Spike                    |       |
| 2004 | Brother to Brother             | Marcus                   |       |
| 2004 | El maquinista                  | Jackson                  |       |
| 2004 | Woman Hollering Creek          | Melvin                   | Curt  |
| 2008 | Turnipseed                     | Johnny Turnipseed        |       |
| 2008 | The Highs & Lows of Milo Brown | Elliot                   | Curt  |
| 2011 | The Double                     | Agent Burton             |       |
| 2012 | Junior                         | Det. Daniel Abrams Sr.   | Curt  |
| 2012 | The Wire: The Musical          | D'Angelo Barksdale       | Curt  |
| 2012 | The Trial of Ben Barry         | June                     | Curt  |
| 2012 | Would You Rather               | Dr. Barden               |       |
| 2013 | Turnipseed: Second Chance      | John Turnipseed          |       |
| 2014 | Walk of Shame                  | Scrilla                  |       |
| 2020 | One Night in Miami             | Drew Bundini Brown       |       |
| 2023 | Big George Foreman             |                          |       |

### Televisió
| Any       | Títol                              | Paper                   | Notes                   |
| --------- | ---------------------------------- | ----------------------- | ----------------------- |
| 1992      | In the Line of Duty: Street War    | Will                    | Pel·lícula de televisió |
| 1993      | Homicide                           | William Lyness          | 1x06                    |
| 1993      | ABC Afterschool Specials           |                         | 21x04                   |
| 1993      | Survive the Night                  |                         | Pel·lícula de televisió |
| 1993–1994 | George                             | Lathan Basmore          | 9 episodis              |
| 1994      | New York Undercover                | Quentin                 | 1x06                    |
| 1995      | Inflammable                        | Wesley Raines           | Pel·lícula de televisió |
| 2000      | Sally Hemings: An American Scandal | Henry Jackson           | Pel·lícula de televisió |
| 2002–2003 | The Wire                           | D'Angelo Barksdale      | 18 episodis             |
| 2002      | Less Than Perfect                  | Chester                 | 4x08                    |
| 2004      | The Jury                           | Corey Hamilton          | 1x07                    |
| 2005      | CSI: NY                            | Officer Omar Lilly      | 1x19                    |
| 2005      | Law & Order: Intenció Criminal     | Eddie Roberts           | 5x05                    |
| 2006      | Numb3rs                            | Amos Shabaz             | 3x09                    |
| 2008      | Fear Itself                        | James                   | 1x02                    |
| 2009      | La Bèstia                          | Nick / Raymond Beaumont | 10 episodis             |
| 2009      | Trauma                             | Duke                    | 1x10                    |
| 2010      | Friday Night Lights                | Elden                   | 4x09                    |
| 2010      | Detroit 1-8-7                      | Lefty Reed              | 1x08                    |
| 2010      | Lie to Me                          | Marcus Weaver           | 3x08                    |
| 2011      | Partners                           | Dr. J                   | Pel·lícula de televisió |
| 2012      | Southland                          | John's Sponsor          | 4x07-4x08               |
| 2012      | Army Wives                         | Marcus Williams         | 7 episodis              |
| 2013      | Longmire                           | Burke                   | 2x01                    |
| 2013–2015 | The Walking Dead                   | Bob Stookey             | 16 episodis             |
| 2015      | Elementary                         | Dr. Dwyer Kirk          | 3x09                    |
| 2015      | The Good Wife                      | Ken Boxer Jr.           | 6x19                    |
| 2015      | Graceland                          | Deputy Agent Sean Logan | 6 episodis              |
| 2017–2019 | The Deuce                          | Chris Alston            | 25 episodis             |